# Acanthophyes fuscipennis
Acanthophyes fuscipennis är en insektsart som beskrevs av Capener 1957. Acanthophyes fuscipennis ingår i släktet Acanthophyes och familjen hornstritar. Inga underarter finns listade i Catalogue of Life.